# پورت مکوایر
پورت مکایر، پورت مکوایر یا بندر مکوایر شهری در دولت محلی منطقه Port Macquarie-Hastings است. این شهر در مید نورث کُست در ایالت نیوساوت ولز در شرق کشور استرالیا قرار گرفته‌است. پورت مکوایر حدود ۳۹۰ کیلومتر (۲۴۲ مایل) در شمال سیدنی و ۵۷۰ کیلومتر (۳۵۴ مایل) در جنوب بریزبن قرار گرفته‌است. جمعیت آن در سال ۲۰۱۱ برابر با ۴۱٬۴۹۱ نفر و جمعیت آن با حومه ۷۲٬۶۹۶ نفر بوده‌است.

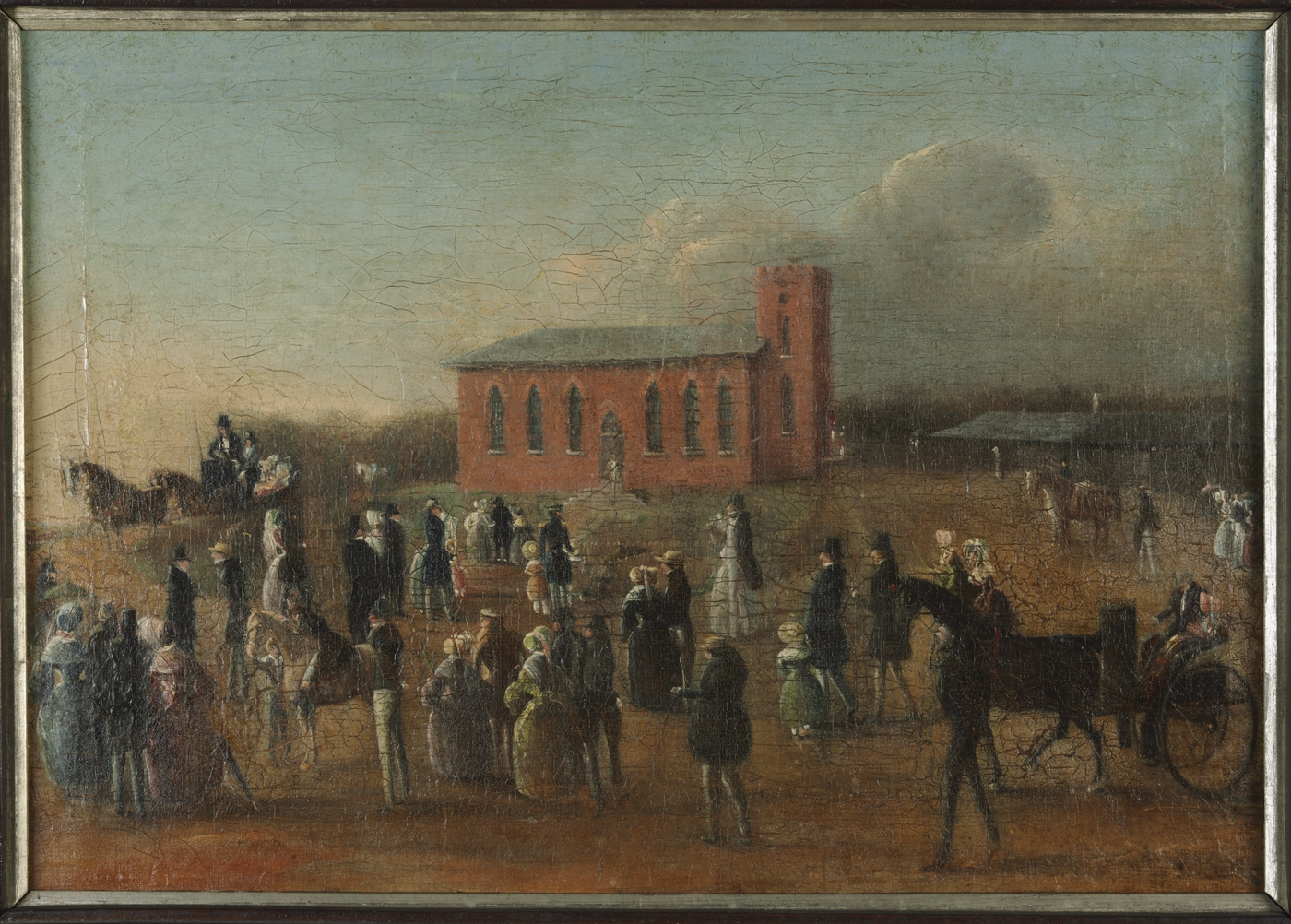
کلیسای سنت توماس نقاشی شده توسط جوزف Backler در 1830s

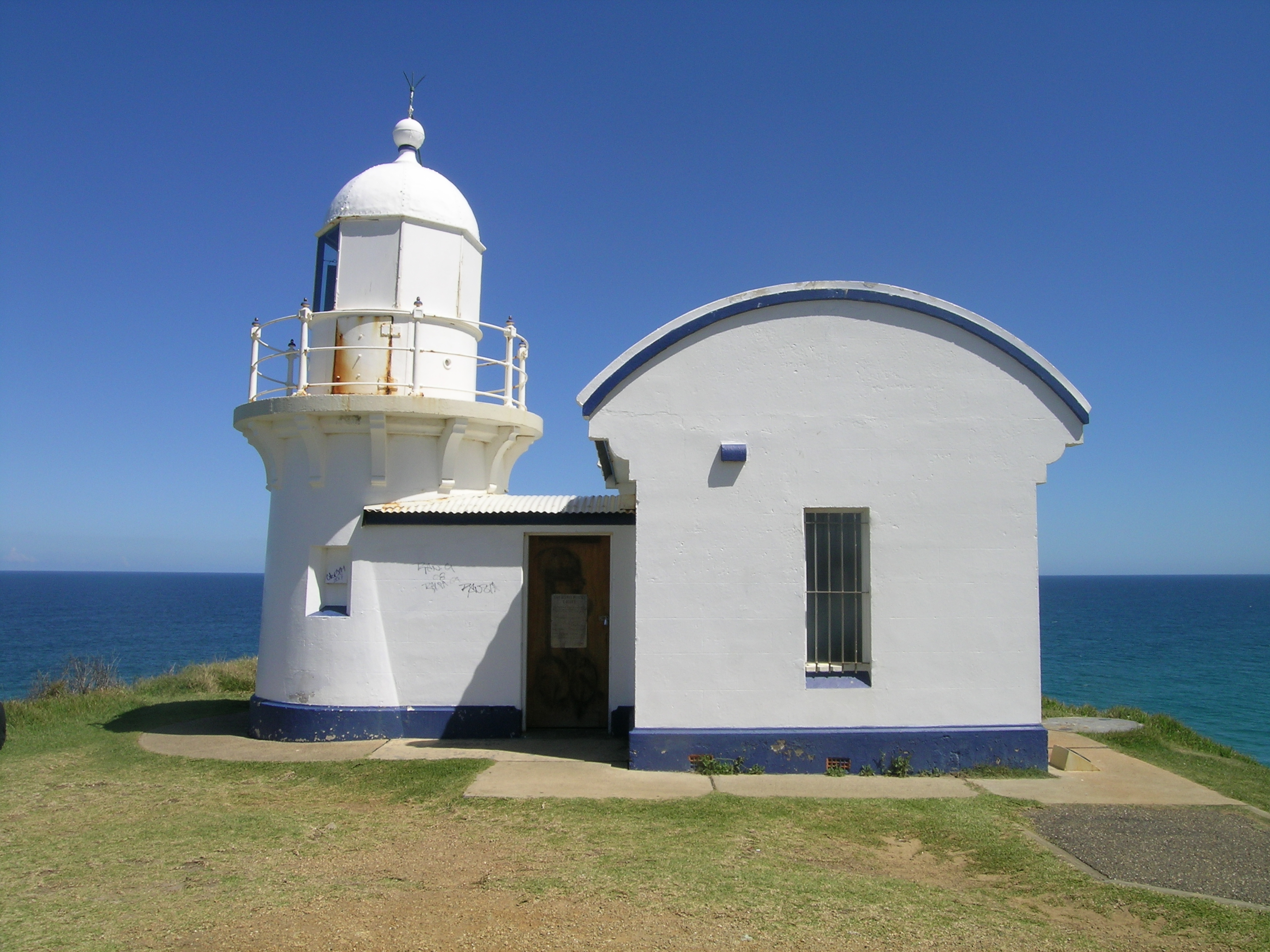
فانوس Tacking Point

## آب و هوا
بندر Macquarie اقلیم نیمه مرطوب دارد.

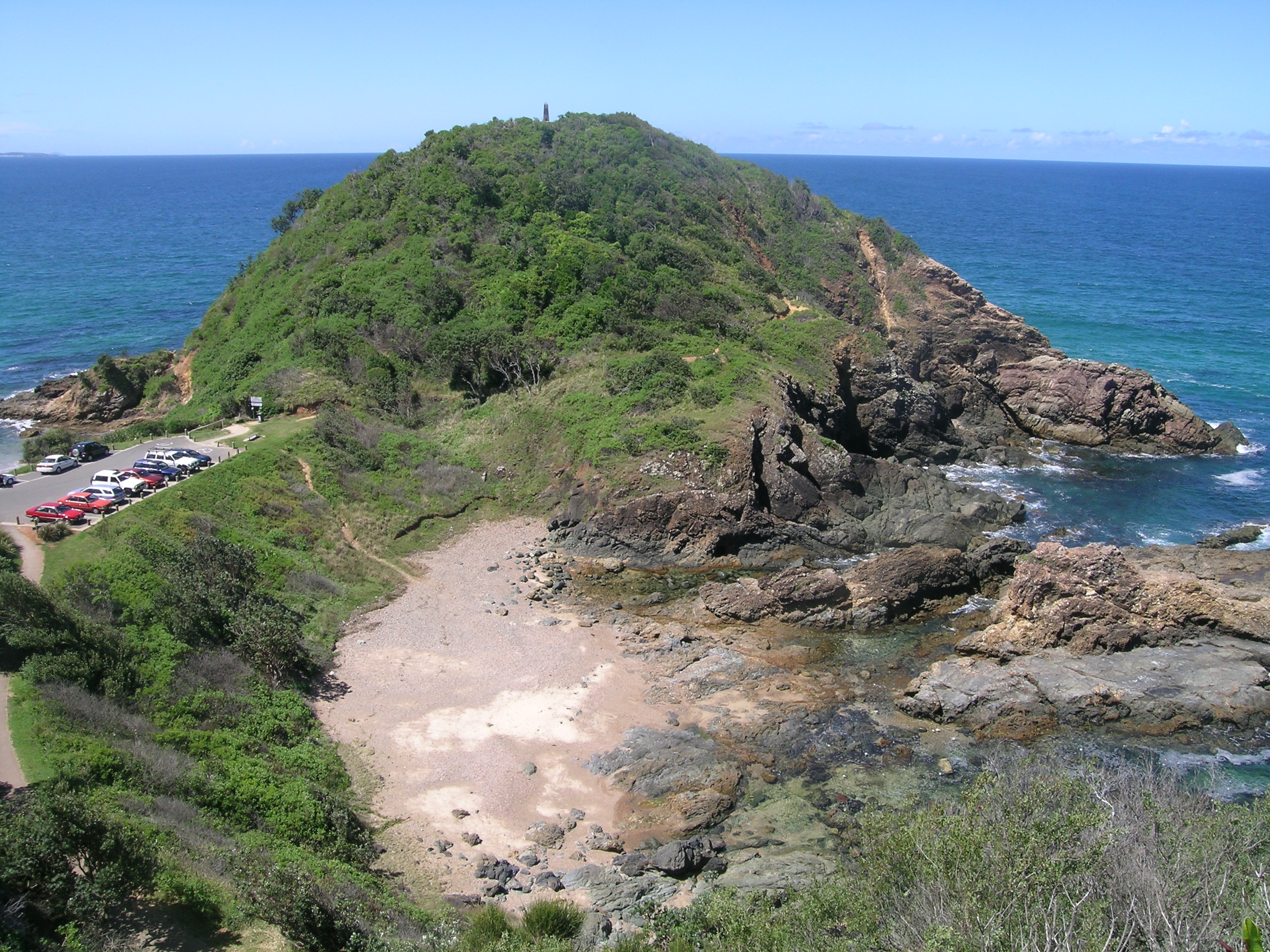
Nobby Head

## حمل و نقل
بندر مکوایر روزانه به سیدنی و بریزبن پرواز دارد.
ارتباط جاده این شهر از طریق بزرگراه پاسیفیک و بزرگراه اکسلی برقرار می‌شود.
فرودگاه پورت مکوایر دارای پروازهای منظم به سیدنی با ۵ پرواز روزانه شرکت کانتاس لینک و ویرجین استرالیا (دو بار در روز) و همچنین به جزیره لرد هاوو با کانتاس لینک و نیز پرواز به بریزبن با ویرجین استرالیا است.